# Cal Tarragona (la Seu d'Urgell)
Cal Tarragona és una casa situada al carrer Major del Centre Històric de la Seu d'Urgell (Alt Urgell) protegida com a Bé Cultural d'Interès Local.

## Descripció
Edifici entre mitgeres situat al carrer Major. Es tracta d'una construcció de quatre altures, planta baixa i tres pisos. La planta baixa segueix el model d'arcada de tot el carrer Major. La simetria de l'edifici és evident. Destaquem el balcó corregut del primer pis, amb una barana metàl·lica molt treballada amb motius ornamentals curvilinis. Aquest mateix motiu decoratiu apareix en les llindes de les finestres, a tall d'esgrafiats. Les finestres del primer pis són aquelles amb més elements arquitectònics: emmarcament de les finestres ressortit i trencaaigües de diferents formes: triangulars i mixtilinis.

## Història
Cal Tarragona era tot un edifici noble que fou desmembrat en tres diferents després de la guerra. Els germans Lluís (capellà) i Ignasi Tarragona de Gomar, morts durant la guerra civil, foren els darrers de la nissaga Tarragona.